# Valzoldana
Valzoldana, Val di Zoldo lub Val Zoldana – dolina w północnych Włoszech, w prowincji Belluno, w regionie Wenecja Euganejska. Leży w Dolomitach, jest ośrodkiem narciarskim i dobrym punktem wyjściowym do pieszych wycieczek górskich. Główną miejscowością rejonu jest Forno di Zoldo. Najważniejszymi szczytami w pobliżu są Moiazza, Monte Civetta i Monte Pelmo.